# Šetějovice
Šetějovice település Csehországban, a Benešovi járásban. Šetějovice Hněvkovice, Horní Paseka, Kožlí, Dolní Kralovice és Snět településekkel határos. Lakosainak száma 69 fő (2024. január 1.).

## Népesség
A település lakosságának változását az alábbi diagram mutatja:
| Lakosok száma | 372  | 382  | 368  | 259  | 99   | 58   | 58   | 58   | 65   | 69   |
|               | 1869 | 1890 | 1921 | 1950 | 1980 | 2001 | 2017 | 2019 | 2022 | 2024 |